# Witkeelmierpitta
De witkeelmierpitta (Grallaria eludens) is een zangvogel uit de familie Grallariidae (mierpitta's).

## Verspreiding en leefgebied
Deze soort komt voor in oostelijk Peru (Ucayali, Madre de Dios) en aangrenzend Brazilië (Acre).

## Status
De grootte van de populatie is niet gekwantificeerd maar de soort wordt omschreven als zeldzaam. Op de Rode lijst van de IUCN heeft deze soort de status niet bedreigd.